# Писта на Америките
Писта на Америките е състезателна писта, на която се провеждат автомобилни и мотоциклетни състезания. Тя се намира в Остин, Тексас, САЩ.
От 2012 г. е домакин на Голямата награда на САЩ във Формула 1, както и в МотоГП.
Проектирана е от Таво Хелмунд и Кевин Шванц, с помощта на Херман Тилке. Пистата също е домакин на World Endurance Championship, American Le Mans Series и много други състезания. Дължината на пистата е 5.513 км и има 20 завоя.

## Победители във Формула 1
| Година | Пилот           | Конструктор           | Статистика |
| ------ | --------------- | --------------------- | ---------- |
| 2014   | Луис Хамилтън   | Мерцедес АМГ Петронас | Статистика |
| 2013   | Себастиан Фетел | Ред Бул-Рено          | Статистика |
| 2012   | Луис Хамилтън   | Макларън-Мерцедес     | Статистика |